# Топонимия Новой Зеландии

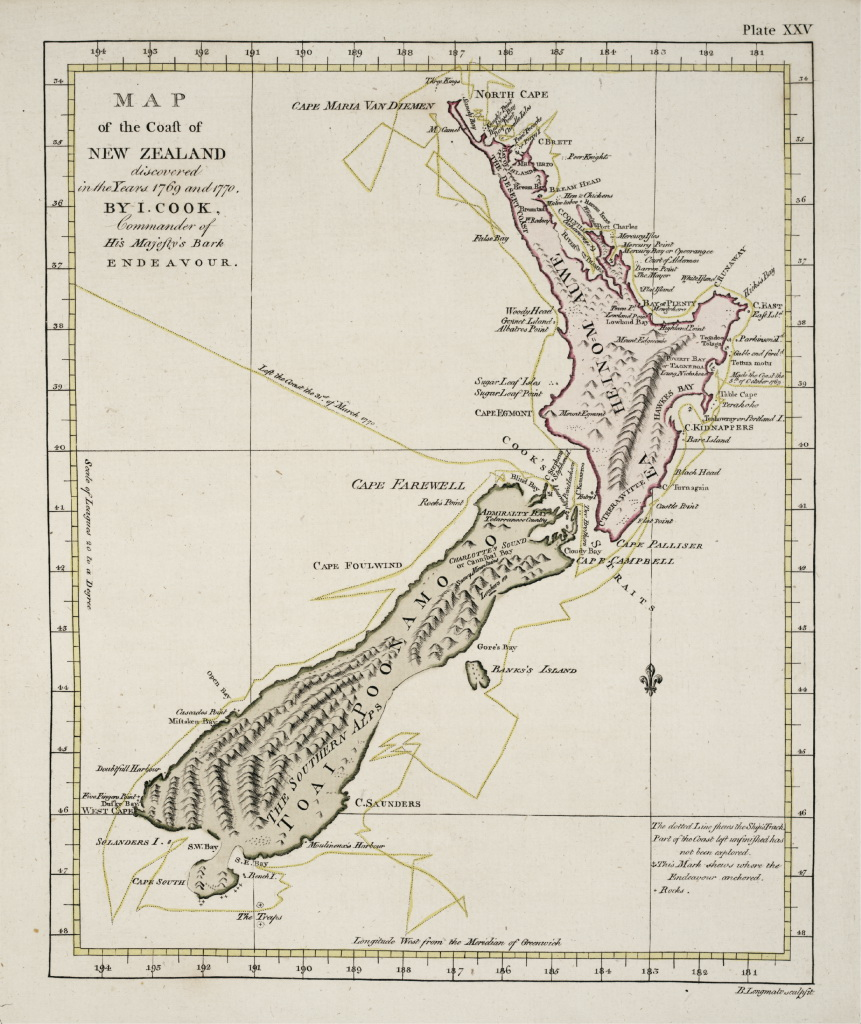
Карта Новой Зеландии, составленная Д.Куком, на которой присутствуют маорийские названия и собственные названия Кука

Топонимия Новой Зеландии — совокупность географических названий, включающая наименования природных и культурных объектов на территории Новой Зеландии. Структура и состав топонимии обусловлены такими факторами, как состав населения, история освоения и уникальное географическое положение.

## Название страны
Название страны «Новая Зеландия» на европейских языках начало складываться в середине XVII века — сначала в записях голландских картографов оно фигурировало как лат. Nova Zeelandia, в честь одной из провинций Нидерландов — Зеландия (нидерл. Zeeland), затем, в голландском написании — Nieuw Zeeland. Позднее, в XVIII веке, британский мореплаватель Джеймс Кук в своих записях использовал англизированную версию этого названия — англ. New Zealand, и именно оно стало официальным названием страны. Русское название «Новая Зеландия» является точным переводом исторически сложившегося имени.
Оригинальное название страны на языке коренных жителей — маори — не сохранилось, но известно, что остров Северный маори именовали Те Ика-а-Мауи (маори Te Ika-a-Māui), что может быть переведено как «рыба, принадлежащая Мауи». Мауи — в мифологии маори полубог, поймавший в океане огромную рыбу, превратившуюся после этого в остров. Остров Южный имел два распространённых названия: Те Ваи Поунаму (маори Te Wai Pounamu) и Те Вака-а-Мауи (маори Te Waka a Māui). Первое название может быть переведено как «нефритовая вода», а второе как «лодка, принадлежащая Мауи». До начала XX века остров Северный часто именовался коренными жителями «Аотеароа» (Aotearoaо файле), что может быть переведено как «страна длинного белого облака» (ao = облако, tea = белый, roa = длинный). Согласно преданию маори, выдающийся мореплаватель древности Купе во время плавания из Центральной Полинезии увидел на горизонте большое белое облако — признак приближающейся земли и, высадившись на эту землю, назвал её «Аотеароа». Позднее именно это название стало общепринятым названием в языке маори для всей страны.

## Формирование и состав топонимии

### Маорийская топонимия

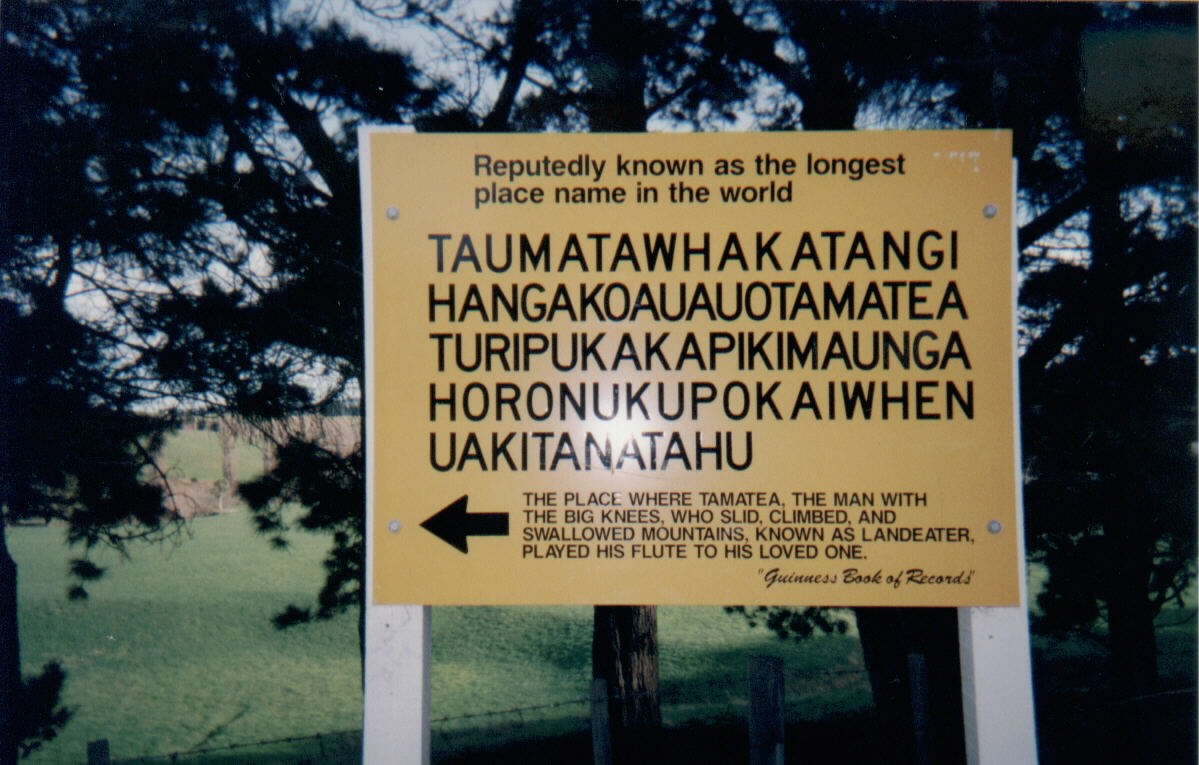
Указатель с названием топонима, считающегося самым длинным в мире названием из одного слова, согласно Wises New Zealand Guide и The New Zealand Herald.

В топонимии Новой Зеландии можно выделить два основных пласта: коренной (маорийский) и европейский. По оценке В. А. Жучкевича, удельный вес коренных (маорийских) названий в топонимии Новой Зеландии значительно меньше по сравнению, например, с удельным весом коренной топонимии Австралии, в стране преобладают топонимы английского происхождения. Маорийские топонимы, характеризующие природные особенности объектов, однообразны и отличаются небольшим количеством языковых средств, применяемых для образования собственных имён. Но «мемориальные» названия разнообразны, многие из них очень сложны и передают краткое изложение событий, происходивших в том или ином месте (см., например, Тауматафакатангихангакоауауотаматеатурипукакапикимаунгахоронукупокаифенуакитанатаху).
Маорийские топонимы транслировались из поколения в поколение через устные традиции. До начала освоения Новой Зеландии европейцами маорийские топонимы отражали особенности географических объектов и исторических событий, или мифологических сюжетов, и их смысл не всегда поддаётся буквальному переводу. После освоения архипелага европейцами многие топонимы стали представлять собой маорийские адаптации слов европейских языков или искажённые первоначальные маорийские топонимы.
Согласно преданиям маори, островам архипелага и многим прибрежным объектам дали названия легендарные древние мореплаватели — Купе, Нгахе и Тои. Ещё один древний мореплаватель — Кахуматамомое назвал залив Манукау после того, как использовал ствол дерева манука, чтобы подтвердить своё право на эту местность, и залив Каипара — после того как поел в этом месте папоротник («-kai» означает «пища»). Маорийское название заливу Веллингтона- Те-Вангануй-а-Тара — дано в честь Тары, внука Купе и родоначальника нескольких местных иви. Некоторые объекты Новой Зеландии получили названия в честь островов, посещённых предками маори во время переселения со своей мифической прародины — Гаваики. К их числу относятся, например, Макету, гора Моэхау, остров Раратока (от названия острова Раротонга) и Таухити (от названия Таити). Названия Факатане, Рангитото, Таупо, Уревера, Нгонготаха и Тикитапу отражают давно забытые происшествия, произошедшие во время прибытия маори на архипелаг.
Очевидно наличие в маорийской топонимии пласта названий, связанного с полинезийской мифологией. Об этом говорит наличие форманта «-тане» (от имени Тане, полинезийского бога лесов и птиц), присутствующего в топонимах Отане и Танеатуа. В качестве формантов нередко выступают названия классов объектов: «-ара» («дорога»), «-маунга» («гора»), «-ванга» («бухта»), «-нуи» («большой»), и другие. Широко распространены топонимы с формантами «-вай» («вода, река»): Вайу, Вайвера, Вайкато и т. д., «-рото» («озеро») — Ротомагана и др. Так, Уонгануи означает «широкий речной рот», а Вайканае — «хорошая вода для ловли канае».
Христианизация маори привела к переименованию поселений Хирухарама, Петане и Хамарии, которые получили названия Иерусалим, Бетания и Самария соответственно. Названия поселений Ранана, Атена и Карапония, в свою очередь — маорийская транслитерация названий Лондона, Афин и Калифорнии. Мориори, потомки маорийцев, мигрировали на острова Чатем (расположенные примерно в 680 км к юго-востоку от основной части Новой Зеландии) и назвали их Рекоху («туманное солнце»). Маори, обитавшие в Рекоху до 1835 года, сочли это название неприемлемым и переименовали, после чего архипелаг Чатем стал известен под маорийским названием Варекаури.

### Европейская топонимия

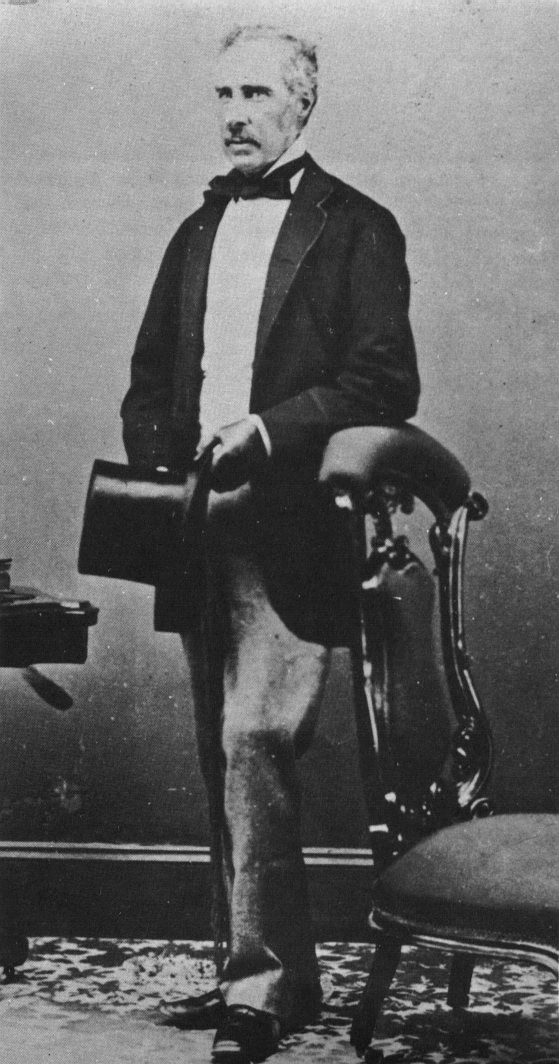
Многие объекты страны названы в честь сэра Джорджа Грея, занимавшего посты губернатора и премьер-министра Новой Зеландии.

Формирование европейского пласта топонимов началось ещё в ходе экспедиций Абеля Тасмана 1642—1644 годов. Некоторые из присвоенных тогда названий, как, например, «Бухта убийц» (ныне — залив Голден-Бей), просуществовали недолго, в то время как другие, такие как мыс Марии ван Димен (в честь Марии, жены губернатора Голландской Ост-Индии ван Димена) и острова Три-Кингс, используются до настоящего времени. В честь самого Тасмана в Новой Зеландии были названы один из регионов страны, гора, крупнейший ледник, озеро, национальный парк и залив.
Большое количество названий дал во время своих плаваний Джеймс Кук, в том числе залив Бей-оф-Айлендс, Бей-оф-Пленти, залив Поверти, мыс Фэруэлл, залив королевы Шарлотты, вулкан Таранаки и полуостров Банкс. В связи с попыткой маори похитить одного из членов экипажа Кук назвал один из мысов Северного острова Мыс Киднепперс (буквально: «мыс похитителей»). Это название было заменено Советом по географическим названиям Новой Зеландии лишь в 2018 году на маорийское «Те-Каувае-а-Мауи» («рыболовный крючок Мауи»). Ряд объектов получил названия в честь самого Кука — пролив Кука, гора Кука и т. д. Третий по величине остров архипелага — Стьюарт, который Кук вначале посчитал полуостровом, получил имя в честь капитана Уильяма Стьюарта, который во время экспедиции на корабле «Пегас» 1809 года доказал, что данная земля является островом.
Свой след в топонимии Новой Зеландии оставил и французский мореплаватель Ж.Дюмон-Дюрвиль. В 1827 году, пройдя опасный пролив между Южным островом и островом, впоследствии названным в его честь, Дюмон-Дюрвиль назвал этот пролив Френч-Пасс (буквально — «французский проход»).
Основной массив новозеландских топонимов европейского происхождения был сформирован в период с 1840-х по 1910-е годы, когда названия географическим объектам присваивались главным образом геодезистами в ходе землеустроительных работ. В этот период европейские переселенцы заменили большинство оригинальных маорийских топонимов своими, хотя часть оригинальных названий сохранилась (главнм образом на севере и в центральных районах Северного острова). Многие населённые пункты были названы в честь первопоселенцев — Хеленсвилл, Даргавилл, Морринсвилл, Буллс, Мастертон, Левин. Округ Маккензи получил название от имени героя местного фольклора — похитителя овец Джеймса Маккензи, а округ Кинг — от движения протеста маори против колониальных властей. Горы и ущелья. как правило, получали названия в честь своих первооткрывателей («Хааст, Льюис») или учёных («Ньютон, Лайелл»). Другие названия были описательными, такими как Вудвилл, Айленд-Бэй, Ривертон, Уайтклиффс и Блафф. Большинство европейских топонимов имеют англоязычное происхождение. В регионах Отаго и Саутленд наличествует определённый пласт топонимов шотландского происхождения (Ламмермур, Инверкаргилл, Уэддерберн, Гленфалох), а также Риккартон и река Эйвон в Крайстчерче. Близ Крайстчерча расположен Белфаст, названный в честь одноимённого ирландского города, а в районе Акароа имеются топонимы французского происхождения. Скандинавские мигранты оставили свой след в топонимии, в частности, названиями Данневирке и Норсвуд, а некоторые топонимы пригородов и улиц Окленда и Веллингтона несут «отпечаток» присутствия австралийских иммигрантов (Футскрей и Ботени Даунс). Чрезвычайно редки топонимы, происходящие от языков народов Азии, такие как Хандалла близ Веллингтона и пригород Крайстчерча Кашмир, отражающие главным образом связи между британскими колониями.
Среди европейских топонимов представлены производные от названий организаций, осваивавших страну (Хатт-Вэлли, Уэйкфилд, Порт-Чалмерс, Ашбертон), кораблей (Бомбей), фамилий правительственных чиновников (Физерстон, Роллстон, Инверкаргилл), политиков (Фокстон, ледник Фокса, Гисборн), церковных иерархов (Селуин). Ряд мест был наречён в честь известных британских полководцев и сражений — Окленд, Нейпир, Гастингс, Хэвелок, Веллингтон, Пиктон, Марлборо, Нельсон и Бленем, а также британских монархов и политиков — Рассел, Пальмерстон, Кромвель, Куинстаун, Александра — в честь Александры Датской, супруги английского короля Эдуарда VII, и Франц-Иосиф — в честь императора Австро-Венгрии Франца Иосифа I; горы, наречённые в честь королевы Виктории, расположены близ Окленда и Веллингтона. Большое количество объектов названо в честь сэра Джорджа Грея, который занимал посты губернатора и премьер-министра страны — Грейтаун, Греймут, Грей Линн, Грей-Ривер и другие.
Несколько топонимов Новой Зеландии происходят от ойконимов Великобритании — такие как Данидин (в честь Эдинбурга — Dùn Éideann на шотландском гэльском), Нью-Плимут, провинция Кентербери и т. д..

## Топонимическая политика
Присвоением географических названий в Новой Зеландии поначалу ведало Королевское географическое общество, но в 1894 году эти полномочия были переданы генерал-губернатору Новой Зеландии. Премьер-министр страны Джозеф Уорд в 1894 году внёс в законодательство поправку, согласно которой при наречении новых географических объектов предпочтение должно было отдаваться маорийским названиям, а также исправлению старых названий с ошибками (хотя это не всегда соблюдалось на практике). В 1924 году был создан Почётный Географический Совет Новой Зеландии, который консультировал по вопросам наименования географических объектов, а в 1946 году был создан Совет по географическим названиям Новой Зеландии (NZGB), в компетенцию которого входит контроль за географическими названиями на территории Новой Зеландии и её территориальных вод, включая наименования городских поселений, местностей, гор, озёр, рек, водопадов, гаваней и других природных объектов, а также изучение топонимов на языке маори. Совет имеет полномочия изменять или принимать как английские, так и маорийские названия. Согласно законодательству страны, любой желающий может предложить Совету вариант географического названия, после чего Совет консультируется с местными общинами маори и проводит общественные слушания до вынесения решения, может ли данное название стать официальным. Географические названия также могут быть официально утверждены актом парламента Новой Зеландии, а Совет должен вести публичный реестр всех официальных новозеландских географических названий.
Совет поощряет использование оригинальных имен маори, а некоторым объектам официально утверждены двойные названия — на английском и маори. Они могут использоваться как по отдельности (вулкан Таранаки или Эгмонт), так и парой, где оба названия должны использоваться вместе (остров Матиу/Сомес). В 1998 году, в результате урегулирования требований договора Вайтанги 1975 года, самая высокая гора Новой Зеландии официально получила название Аораки/Гора Кука. Есть также несколько английских двойных названий — например гавань Веллингтона (англ. Wellington Harbour) официально известна как Порт-Николсон (англ. Port Nicholson).
Представители общественности маори регулярно проводят кампании по исправлению неточно записанных или искажённых маорйских топонимов. Так, в 2000 году группа местных иви предложила переименовать пригород Веллингтона Хатаитаи в Ватаитаи (Whataitai), ссылаясь на легенду о морском чудовище Taniwha, которое якобы обитает в гавани Веллингтона. Это предложение было отклонено Советом по географическим названиям. В 2009 году Совет рекомендовал переименовать город Wanganui в Whanganui, поскольку город был первоначально назван в честь реки англ. Whanganui River, а слово «Wanga» отсутствует в лексиконе маори. В 2009 году правительство страны решило, что оба варианта будут приняты в качестве альтернативных официальных названий. Происхождение Wanganui, как утверждается, отражает диалектное произношение местных маори, которые произносят «wh» («f» -образный звук на других диалектах), как [ˀw] — гортанное «w».
В 2015 году в Совет обратился представитель общественности из региона Кентербери с жалобой на «неполиткорректные» названия трёх географических объектов в своём регионе, в которых встречался корень «ниггер»: Ниггер-Хилл, Ниггерхед и Ниггер-стрим. После консультаций с представителями племени нгай-таху, которые проживают в этом районе, были предложены альтернативные варианты названий, одобренные министром информации о земельных угодьях Луизой Апстон, о чём было официально объявлено 15 декабря 2016 года после публикации в New Zealand Gazette.

### на русском языке
- Жучкевич В.А. Общая топонимика. Издание 2-е, исправленное и  дополненное. — Минск: Вышэйная школа, 1968. — С. 432.
- Инструкция по русской передаче английских географических названий / Ред. Л. И. Аненберг. — М., 1975. — 80 с.
- Инструкция по русской передаче географических названий с языка маори / Сост. Ф. Л. Копусова; Ред. Л. И. Аненберг. — М., 1974. — 14 с.
- Поспелов Е. М. Географические названия мира. Топонимический словарь / отв. ред. Р. А. Агеева. — 2-е изд., стереотип. — М.: Русские словари, Астрель, АСТ, 2002. — 512 с. — 3000 экз. — ISBN 5-17-001389-2.
- Словарь географических названий зарубежных стран / А. М. Комков. — М.: Недра, 1986. — 459 с.

### на английском языке
- King, Michael. The Penguin History of New Zealand (неопр.). — Penguin Books, 2003. — ISBN 978-0143018674.
- Mein Smith, Philippa. A Concise History of New Zealand (неопр.). — Australia: Cambridge University Press, 2005. — ISBN 0-521-54228-6.
- Hay, Jennifer; Maclagan, Margaret; Gordon, Elizabeth; Jennifer. Dialects of English: New Zealand English (неопр.). — Edinburgh University Press, 2008. — ISBN 978-0-7486-2529-1.